# Jiří Mádlo
Jiří Mádlo (13. březen 1934, Lovosice – 1. března 2008 Houserovka) byl český akademický malíř a grafik.

## Život
Po maturitě na pelhřimovském gymnáziu odešel do Prahy, kde studoval výtvarné malířství a grafiku. V roce 1938 se musel s rodiči vrátit do města Pelhřimov.

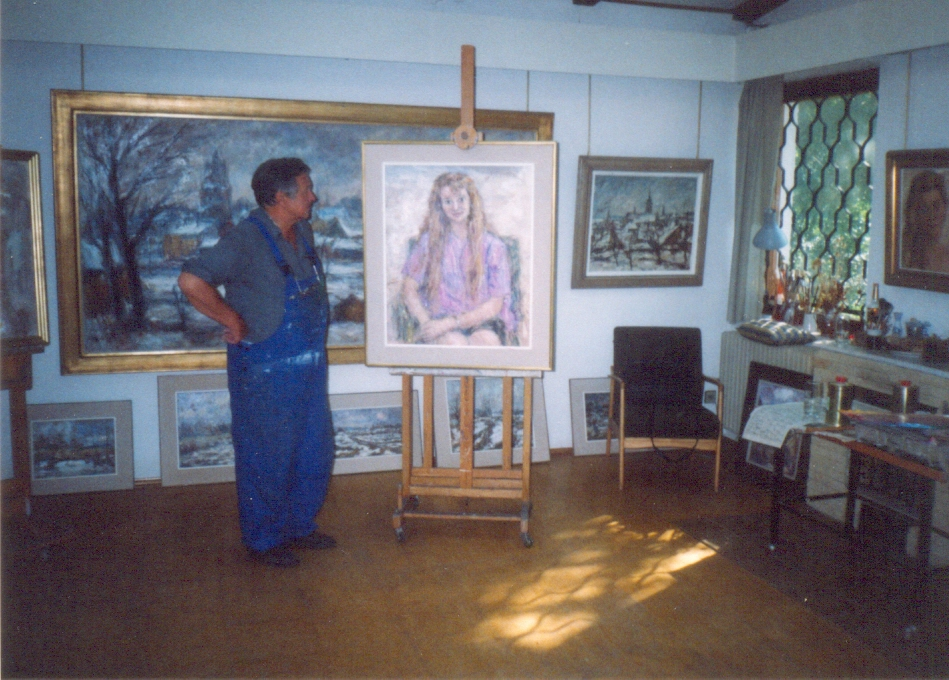
Malíř Jiří Mádlo ve svém atelieru na Houserovce- léto 2002

Byl členem Sdružení pražských malířů.

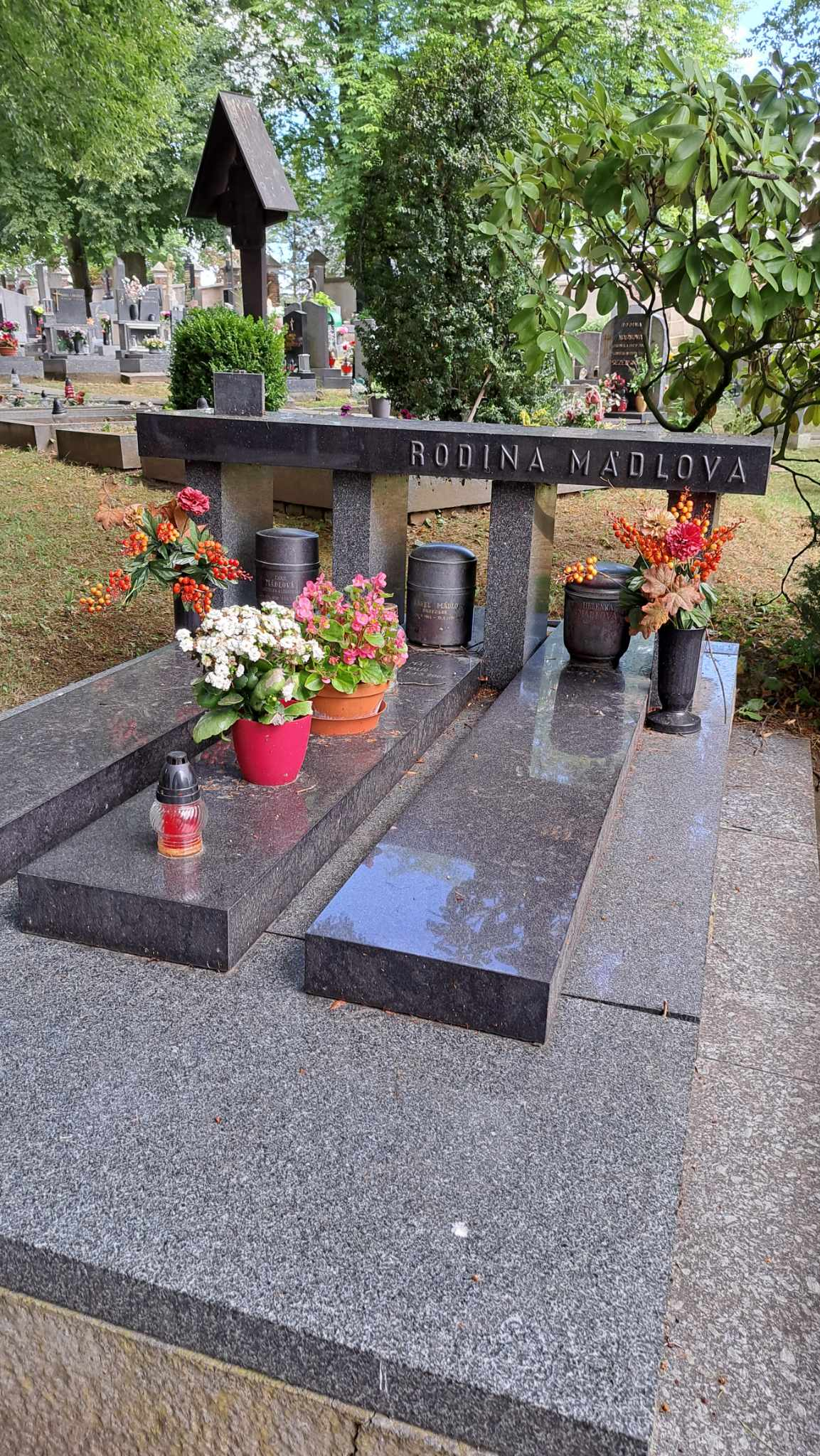
Hrob Jiřího Mádlo v Pelhřimově

Zemřel v březnu 2008.